# Bo Kaspers Orkester
Bo Kaspers Orkester - opgericht in 1991 - is een Zweedse pop- en rockband die sterk beïnvloed is door de jazz. De band bestaat uit zanger/gitarist Bo Sundström, bassist Michael Malmgren, drummer Fredrik Dahl en toetsenist/gitarist Mats Schubert. Gitarist Lars Halapi was t/m 1996 lid van de band. Het genre van de groep is te beschrijven als enigszins gesofisticeerd, met invloeden van pop, rock, jazz en Latijns-Amerikaanse muziek en met zwaarmoedige teksten die gaan over het leven van alledag in een moderne stedelijk omgeving.
Bo Kaspers Orkester debuteerde in 1993 met het album Söndag i sängen, en heeft sindsdien nog acht albums uitgegeven. Ze behoren tot de meest gerespecteerde livebands en best verkopende artiesten uit Zweden en Scandinavië. In 1998 wonnen ze een Grammis (het Zweedse equivalent van de Grammy) als Artiest van het Jaar. In 2009 had de band meer dan een miljoen platen verkocht.

## Discografie

### Studioalbums
- 1993 - Söndag i sängen
- 1994 - På hotell
- 1996 - Amerika
- 1998 - I centrum
- 2000 - You and Me
- 2001 - Kaos
- 2003 - Vilka tror vi att vi är
- 2006 - Hund
- 2008 - 8
- 2010 - New Orleans
- 2012 - Du borde tycka om mig
- 2015 - Redo att gå sönder

### Verzamelalbums

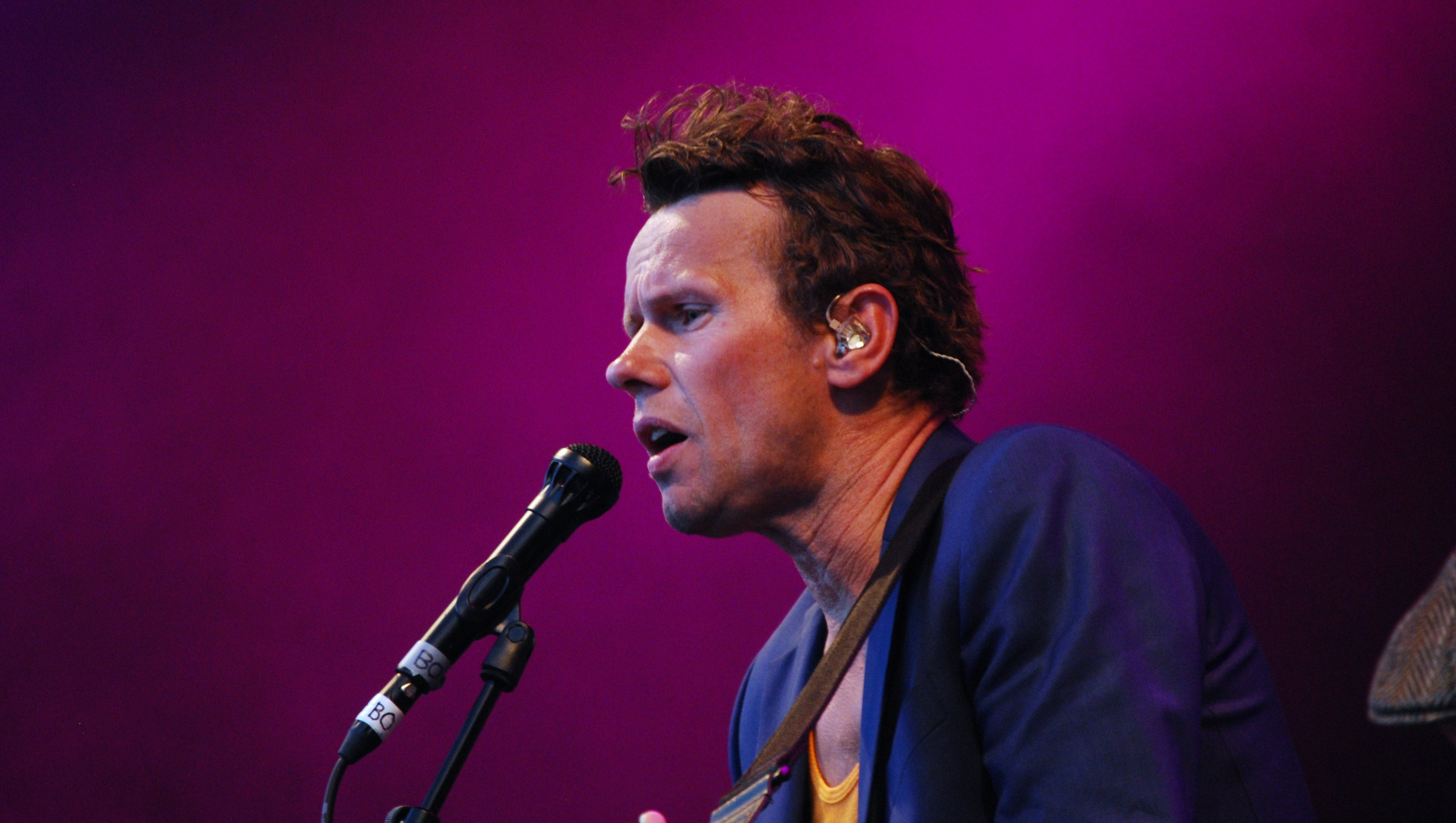
Bo Sundström speelt met Bo Kaspers Orkester in Langesund juli 2011.

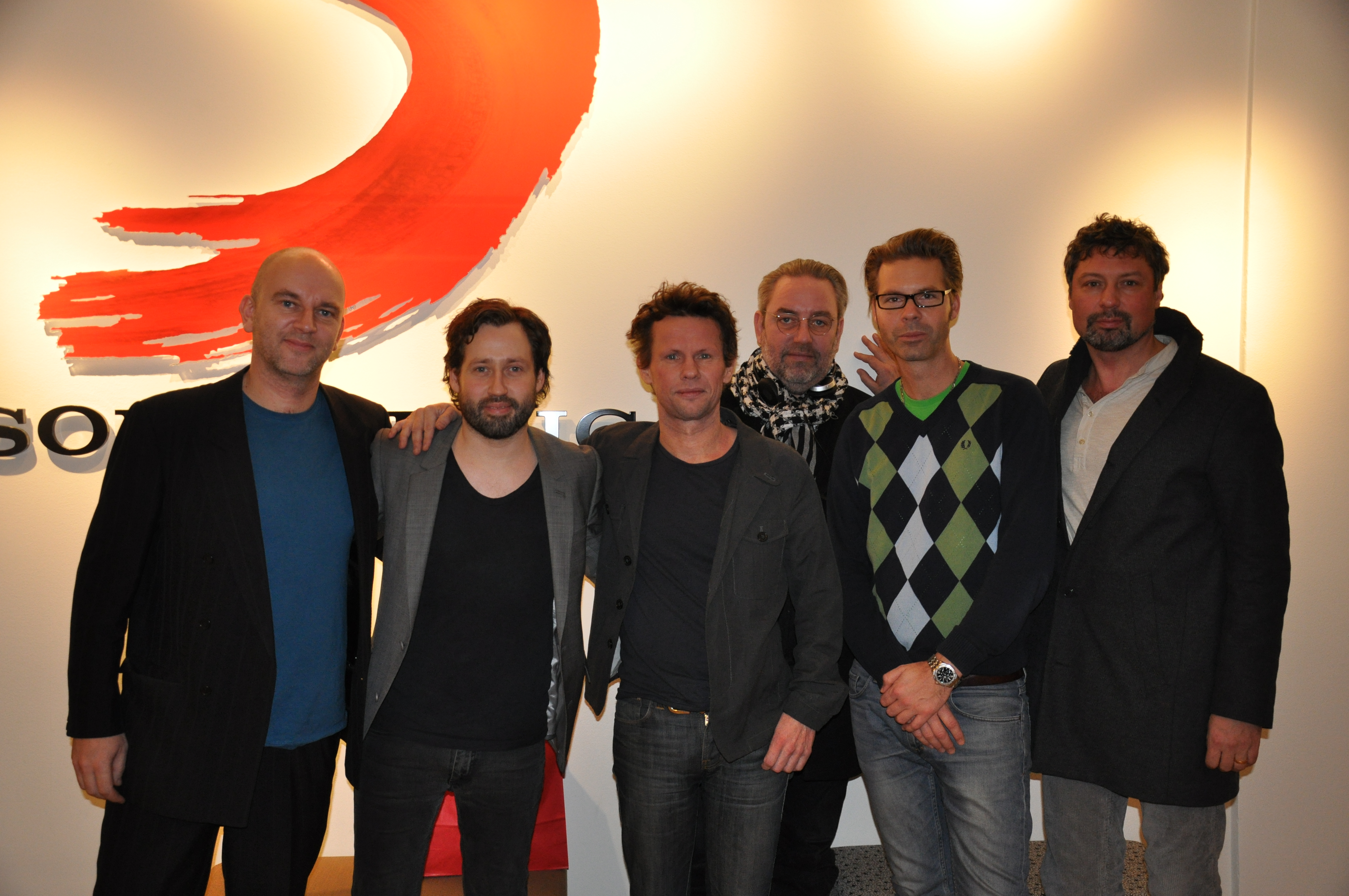
Bo Kaspers Orkester 2011

- 1999 - Hittills
- 2009 - Samling

### Videoalbums
- 2004 - Sto-Gbg
- 2007 - Bo Kaspers Orkester Live, Vega Köpenhamn

### Singles
- 1992 - Det går en man omkring i mina skor
- 1992 - Söndag i sängen
- 1993 - Köpenhamn
- 1994 - Ni bad om det
- 1994 - Mindre smakar mer
- 1994 - Puss
- 1994 - Hon är så söt
- 1995 - Ingenting alls
- 1996 - Amerika
- 1996 - Ett & noll
- 1997 - Vi kommer aldrig att dö
- 1997 - Önska dig en stilla natt
- 1998 - Undantag
- 1998 - Semester
- 1999 - Allt ljus på mig
- 2001 - Ett fullkomligt kaos
- 2002 - Människor som ingen vill se
- 2003 - Långsamt
- 2003 - Dansa på min grav
- 2006 - I samma bil
- 2006 - En man du tyckte om
- 2006 - Hund
- 2008 - Innan allt försvinner
- 2009 - Intill dig (met Pauline
- 2009 - Vi kommer aldrig att dö(nieuwe opname)
- 2010 - Låt mig komma in